# Bitschhoffen
Bitschhoffen è un comune francese di 484 abitanti situato nel dipartimento del Basso Reno nella regione del Grand Est.

## Società

### Evoluzione demografica
Abitanti censiti